# Born of Frustration
"Born of Frustration" é uma canção de 1992 interpretada pela banda britânica James. A música é retirada do quarto álbum da banda, Seven, e atingiu o top 20 britânico, chegando ao número 13.

## Posição nas paradas musicais
| Parada (1992)                                  | Melhor posição |
| ---------------------------------------------- | -------------- |
| Europa (Eurochart Hot 100)                     | 41             |
| Países Baixos (Single Top 100)                 | 69             |
| Reino Unido (UK Singles Chart)                 | 13             |
| Estados Unidos (Billboard Alternative Airplay) | 5              |